# 青木一彦
青木 一彦（あおき かずひこ、1961年〈昭和36年〉3月25日 - ）は、日本の政治家。自由民主党所属の参議院議員（3期）、内閣官房副長官。内閣官房長官・自民党参議院議員会長を務めた青木幹雄の長男。

## 人物
島根県簸川郡大社町（現・出雲市）出身。少年時代、実家近くの出雲大社でよく遊んだ。島根県立大社高等学校を経て1985年3月、早稲田大学教育学部を卒業。
山陰中央テレビジョン放送社員を経て、1999年から内閣官房長官秘書官となる。2000年（平成12年）から父幹雄の公設秘書を務めた。あまり帰郷しない父に代わって頻繁に地元島根に入って支援者を回っていた。
2010年5月に病気で立候補を断念した父の不出馬表明に伴い、同年の第22回参議院議員通常選挙で島根県選挙区に自民党候補として擁立され、岩田浩岳らを破り初当選した。
2014年9月、国土交通大臣政務官に就任した。山陰道や浜田港の整備に尽力した。
2015年7月24日、島根県と鳥取県が合区した参議院合同選挙区による鳥取県・島根県選挙区を創設する公職選挙法改正案に反発し、参議院本会議採決前に退席し棄権した。
2016年7月、第24回参議院議員通常選挙に鳥取県・島根県選挙区から出馬し、福嶋浩彦らを破り再選。島根と鳥取の合区について陣営幹部は「島根では親藩・松江藩の時代から上意下達で今も支援組織が強いが、鳥取では一人一人に訴えることが大切で、聴衆一人一人と握手する鳥取スタイルは島根ではあまり見られない」「候補者本人が不在の場面では、島根なら国会議員や県議らの出番となるが、鳥取では配偶者や子供ら身内が最前線に立つ」などの場面に遭遇し、「両県の選挙文化の違いに戸惑った」と語った。
2019年9月、第4次安倍第2次改造内閣において国土交通副大臣に就任した。
2022年5月、ロシアのウクライナ侵攻に伴うロシア政府による日本への報復措置（ロシア連邦への日本政府の政策に対する報復措置に関してのロシア外務省声明）によって、ロシア連邦への入国を恒久的に禁止された。
2022年7月、第26回参議院議員通常選挙に鳥取県・島根県選挙区から出馬し、立憲民主党の新人らを破り3選。
2024年10月1日、石破内閣において内閣官房副長官に任命された。

## 政歴
- 2010年 - 第22回参議院議員通常選挙に自由民主党で島根県選挙区に出馬、初当選（1期目）。
- 2014年 - 国土交通大臣政務官に就任。
- 2016年 - 第24回参議院議員通常選挙に自由民主党で鳥取県・島根県選挙区に出馬、再選（2期目）。
- 2019年 - 第4次安倍第2次改造内閣で国土交通副大臣に就任。
- 2022年 - 第26回参議院議員通常選挙に自由民主党で鳥取県・島根県選挙区に出馬、3選（3期目）。
- 2024年 - 石破内閣で官房副長官に就任。

## 政策・主張

### 憲法
- 憲法改正について、2022年のNHK、毎日新聞社のアンケートで「賛成」と回答[13][14]。
- 9条改憲について、2022年の毎日新聞社のアンケートで「改正して、自衛隊の存在を明記すべきだ」と回答[14]。9条への自衛隊の明記について、2022年のNHKのアンケートで「賛成」と回答[13]。
- 憲法を改正し緊急事態条項を設けることについて、2022年のNHKのアンケートで「賛成」と回答[13]。

### 外交・安全保障
- 敵基地攻撃能力を持つことについて、2022年のNHKのアンケートで「どちらかと言えば賛成」と回答[13]。
- 普天間基地の辺野古移設について、2022年の毎日新聞社のアンケートで「どちらかと言えば賛成」と回答[14]。
- ロシアは2022年2月24日、ウクライナへの全面的な軍事侵攻を開始した[15]。日本政府が行ったロシアに対する制裁措置についてどう考えるかとの問いに対し、2022年のNHKのアンケートで「適切だ」と回答[13]。同年の毎日新聞社のアンケートで、選択肢以外の回答をした[14]。
- 2022年6月7日、政府は経済財政運営の指針「骨太方針」を閣議決定した。NATO加盟国が国防費の目標としている「GDP比2％以上」が例示され、防衛力を5年以内に抜本的に強化する方針が明記された[16]。「防衛費を今後どうしていくべきだと考えるか」との問いに対し、2022年のNHKのアンケートで「ある程度増やすべき」と回答[13]。

### ジェンダー
- 選択的夫婦別姓制度の導入について、2010年のアンケートで「反対」と回答[17]。2016年のアンケートで「どちらとも言えない」と回答[18]。2022年のNHKのアンケートで回答しなかった[13]。同年の毎日新聞社のアンケートで、選択肢以外の回答をした[14]。
- 同性婚を可能とする法改正について、2016年のアンケートで「どちらかと言えば反対」と回答[18]。2022年のNHKのアンケートで回答しなかった[13]。同年の毎日新聞社のアンケートで、選択肢以外の回答をした[14]。
- クオータ制の導入について、2022年のNHKのアンケートで「どちらかと言えば反対」と回答[13]。

### 部落問題
- 2016年12月9日、第192回国会で部落差別の解消の推進に関する法律案（衆議院提出）に賛成票を投じた[19]。

### その他
- アベノミクスについて、2022年の毎日新聞社のアンケートで「当面は継続すべきだ」と回答[14]。
- 「原子力発電への依存度を今後どうするべきか」との問題提起に対し、2022年のNHKのアンケートで「高めるべき」と回答[13]。
- 国会議員の被選挙権年齢の引き下げについて、2022年の毎日新聞社のアンケートで、選択肢以外の回答をした[14]。
- 2016年の米国大統領選挙について「ドナルド・トランプとヒラリー・クリントンのどちらを支持するか」との問いに対し、2016年の毎日新聞社のアンケートで「どちらとも言えない」と回答[20]。
- 2016年2月8日、高市早苗総務大臣は、放送局が政治的公平性を欠く放送を繰り返した場合、電波法に基づき電波停止を命じる可能性に言及した[21]。安倍晋三首相は2月15日の衆議院予算委員会で野党の批判に反論し、高市の発言を擁護した[22]。政府の姿勢をどう思うかとの問いに対し、2016年の毎日新聞社のアンケートで「問題とは思わない」と回答[20]。

## 活動
- 2015年、参議院の「一票の格差」是正に向け、隣接選挙区の合区などで選挙区定数を「10増10減」する公職選挙法改正案に反発し、参議院本会議におけるこの改正案の採決の際、採決前に退席した[23]。

## 政治資金
- 全国たばこ販売政治連盟や全国たばこ耕作者政治連盟といったたばこ関連団体から、2010年に10万円の政治献金を受けている[24]。
- 2016年、自身の政治団体や党支部などとの間でやりとりされた寄付などの政治資金収支報告書への記載漏れが指摘された[25]。

## 家族・親族
青木家
島根県出雲市大社町杵築北
青木家は網元で、大社漁協（現在のJFしまね大社支所）の組合長だった。
- 祖父（大社町漁業協同組合長）
- 父・幹雄（政治家・自民党参議院議員、島根県議）1934年 - 2023年
- 叔父・文雄（秘書）

文雄は兄・幹雄と同じく元首相竹下登の秘書だった。
親戚
- 細木正彦（ウィルコンサルティング代表取締役）[28]

## 所属団体・議員連盟
- 自民党たばこ議員連盟[29]
- 日本会議国会議員懇談会[30]
- 神道政治連盟国会議員懇談会[30]
- みんなで靖国神社に参拝する国会議員の会[30]
- TPP交渉における国益を守り抜く会

## 支援団体
- 全国たばこ販売政治連盟（2022年参院選組織推薦候補者）[31]

## 選挙歴
| 当落 | 選挙                     | 執行日         | 年齢 | 選挙区               | 政党       | 得票数     | 得票率 | 定数 | 得票順位 /候補者数 | 政党内比例順位 /政党当選者数 |
| ---- | ------------------------ | -------------- | ---- | -------------------- | ---------- | ---------- | ------ | ---- | ------------------ | ---------------------------- |
| 当   | 第22回参議院議員通常選挙 | 2010年07月11日 | 49   | 島根県選挙区         | 自由民主党 | 22万2448票 | 52.9%  | 1    | 1/4                | /                            |
| 当   | 第24回参議院議員通常選挙 | 2016年07月10日 | 55   | 鳥取県・島根県選挙区 | 自由民主党 | 38万7787票 | 62.70% | 1    | 1/3                | /                            |
| 当   | 第26回参議院議員通常選挙 | 2022年07月10日 | 61   | 鳥取県・島根県選挙区 | 自由民主党 | 32万6750票 | 62.50% | 1    | 1/5                | /                            |